# Maarten Pleun Vrij
Maarten Pleun Vrij (Amsterdam, 10 juli 1895 – Den Haag, 21 januari 1955) was een Nederlands jurist. Hij was hoogleraar strafrecht aan de Rijksuniversiteit Groningen en was raadsheer in de Hoge Raad der Nederlanden.

## Biografie
Maarten Pleun Vrij werd geboren op 10 juli 1895 in Amsterdam als zoon van Cornelis Vrij en Marie Caroline Mauser. Hij doorliep de hogereburgerschool en slaagde door een staatsexamen voor het gymnasium af te leggen. Vervolgens begon hij in 1914 aan een studie rechten aan de Universiteit van Amsterdam en volgde sociologie als keuzevak. In 1922 werd hij advocaat en procureur in Amsterdam. Het jaar erna promoveerde hij bij Paul Scholten cum laude op het proefschrift Beperking der meerderheidsmacht in vereeniging en vennootschap door rechten der leden. Vrij wilde aanvankelijk een driedelig werk schrijven en had dit ook aangekondigd. Omdat zijn promotor naar Indië vertrok (om de Rechtshogeschool van Batavia op te richten), besloot hij dit plan echter te laten varen en de twee hoofdstukken die al af waren in te leveren als zijn proefschrift. De rest van het werk is er nooit gekomen.
In 1928 werd hij aan de Rijksuniversiteit Groningen benoemd tot hoogleraar strafrecht en het strafprocesrecht. Hij aanvaardde dit ambt met de rede Te recht! Op een later moment werden de rechtsfilosofie en criminologie aan zijn leeropdracht toegevoegd. In 1930 schreef hij samen met Jan Wijnveldt een preadvies voor de Nederlandse Juristen-Vereniging (NJV). Beiden vonden dat het beginsel Nulla poena sine culpa (geen straf zonder schuld) opgenomen moest worden in het Wetboek van Strafrecht. Bij de vergadering van de NJV was hiervoor ook een meerderheid te vinden maar dit gold niet voor alle adviezen. Punten zoals wat nu precies onder schuld valt konden niet op overeenstemming rekenen en juristen als Willem Pompe vonden dat het codificeren van het begrip schuld juist nadelig en onnodig is.
In 1947 stopte hij als hoogleraar en zijn afscheidscollege was getiteld Ter Effening. Tijdens dit college sprak hij over een derde element van het delict. Oorspronkelijk waren dat onrechtmatigheid en schuld, maar Vrij voegde daar subsocialiteit aan toe. Dit is het effect op de maatschappij teweeggebracht door de hinder of gevaar van het delict. Met de straf zouden dan niet alleen het onrecht en de schuld vereffend moeten worden, maar ook de invloed op de maatschappij. Zou er dan geen of weinig subsocialiteit zijn, dan zou er volgens Vrij niet vervolgd moeten worden; de straf zou in dit geval juist een averechts effect kunnen hebben. 
Hij stopte als hoogleraar omdat hij de functie van raadsheer in de Hoge Raad kreeg toebedeeld. Hij was een van de mensen die het aanzien van de Hoge Raad moest herstellen, nadat dit tijdens de Tweede Wereldoorlog een deuk had opgelopen. Aan deze taak kon hij zich naar eigen zeggen niet onttrekken. Ook kon hij dit niet combineren met zijn onderwijstaken. Hij hoopte wel om meer tijd te hebben voor "eigen werk".
Vrij overleed op 21 januari 1955.

## Publicaties (selectie)
- Ter effening: het subsociale als het derde element van het delict (1947, afscheidscolege).
- Stijl en statuut der studentenwereld (1945).
- Behoort in het Wetboek van Strafrecht een algemeen beginsel te worden opgenomen, waarbij de strafbaarheid wordt uitgesloten bij gebreke van schuld? Zoo neen, hoe kan dan worden tegemoet gekomen aan de bezwaren van het in het Wetboek ontbreken van zulk een algemeen beginsel? (1930, pre-advies)
- Te recht! (1928, oratie).
- Beperking der meerderheidsmacht in vereeniging en vennootschap door rechten der leden (1922, proefschrift).
- Nederlands rol in het recht der internationale rivieren: een verweerschrift (1920).
- Recht en politiek inzake Maas en Schelde: herziening van het tractaat van 1839 (1919).